# 구본철 (정치인)
구본철(具本喆, 1959년 1월 24일~)는 대한민국의 정치인, 기업인이다.
2008년 국회의원 선거에서 당선됐지만 선거법 위반으로 400만원의 벌금형을 받아 2009년 1월 15일 의원직을 잃었다.

## 학력
- ~ 1971 : 인천서화초등학교 졸업
- 1971 ~ 1974 : 송도중학교 졸업
- 1974 ~ 1977 : 제물포고등학교 졸업
- 1977 ~ 1981 : 인하대학교 전자학 학사
- 1987 ~ 1989 : 뉴저지대학대학원 전기전자학 석사
- 1989 ~ 1994 : 사우스플로리다대학교대학원 전기전자학 박사

## 경력
- 1984 : 제16회 기술고등고시 합격
- 2005 : 인하대 겸임교수
- 2005.09 : KT 마케팅부문 U-City본부 U-City 개발국 국장
- ~ 2007.09 : KT U-CITY 국장
- 2008.05 ~ 2009.01 : 제18대 한나라당 국회의원(인천 부평을)
- 2008.08 : 문화관광체육방송통신위원회 위원
- 예산결산특별위원회 위원
- 2010 ~ 2012 : 제25대 인하대학교 총동문회 부회장
- 2015 : (주) 텔넷웨어 회장
- 2017 : 자유한국당 인천 계양구갑 당협위원장
- 2018 : 뉴파티운동본부 의장
- 자유한국당 재건비상행동 대변인
- 원자력살리기 국민행동 상임대표
- 무소속 인천 중·강화·옹진 국회의원 예비후보

## 전과
- 공직선거법위반: 벌금 4,000,000원 - 2008년 8월 1일 선고[2]

## 역대 선거 결과
|  | 43.50% |

|  | 0.50% |

|  | 1.11% |